# 안토니아스 라인
《안토니아스 라인》(Antonia)은 1995년 개봉한 네덜란드의 드라마 영화이다. 마를린 호리스가 감독과 각본을 맡았다. 1995 토론토 영화제 관객상, 1995 아카데미 국제영화상 수상작이다.

## 줄거리
제2차 세계 대전 후, 미망인 안토니아와 그녀의 딸 다니엘은 안토니아의 어머니가 죽어가는 고향 마을에 도착한다. 그녀는 자신의 집을 떠나기를 거부하는 우울한 지식인인 오랜 친구 크루키드 핑거와 재회한다. 그녀는 또한 오빠 피테에게 강간당한 정신 지체 소녀 디디와 디디와 사랑에 빠진 단순한 남자 루니 립스를 포함한 추종자들을 끌어들이기 시작한다. 마을의 추방자였던 피테는 마을을 떠난다. 안토니아는 농부 바스에게서 청혼을 거절하지만, 그와 지속적인 로맨스를 발전시킨다.
생생한 상상력을 가진 다니엘은 예술가가 되고 남편을 가질 생각을 거부하면서 아이를 키우는 데 관심을 표명한다. 안토니아와 다니엘은 다니엘을 임신시킬 남자를 찾기 위해 도시를 방문하고, 그 결과 신동 테레즈가 태어난다. 다니엘은 테레즈의 가정교사인 라라와 사랑에 빠지고, 그들은 레즈비언 관계를 유지한다. 테레즈는 다니엘이 할 수 있는 것 이상으로 크루키드 핑거와 이해와 친밀감을 발전시킨다.
몇 년 후, 피테는 유산을 받기 위해 마을로 돌아와 테레즈를 강간한다. 안토니아는 그에게 저주를 내리고, 그 후 그는 마을 남자들에게 구타당하고 그의 형제에게 익사당한다. 테레즈는 자신의 지적인 짝을 찾을 수 없지만 결국 어린 시절 친구와 관계를 맺고 임신한다. 그녀는 아기를 낳기로 결심하고 죽음에 매료된 영화의 내레이터 사라를 낳는다. 사라는 크루키드 핑거가 자살하고, 루니 립스가 농장에서 트랙터 사고를 당하는 등 많은 연장자들이 죽는 것을 목격한다. 안토니아는 나중에 가족과 친구들에게 둘러싸여 노환으로 사망한다.

## 출연

### 주연
- 빌레케 반 아메루이
- 엘스 도터만스
- 도라 반 더 그로엔
- 비를레 반 오버로프

### 조연
- 에스더 브리에센도르프
- 캐롤리엔 스푸르
- 티르자 라베스테즌
- 밀 세게르
- 얀 데클레어
- 엘시 드 브라웁
- 레이노앗 부세마커르
- 마리나 드 그라프

## 한국어 더빙 성우진(MBC, 2002년 7월 14일)
- 한영숙 - 안토니아 (빌레케 반 아메루이)
- 안정현 - 고조모 (도라 반 더 그로엔)
- 송도영 - 사라 (티르자 라베스테즌)
- 황일청 - 굽은 손 (밀 세게르)
- 정승현
- 이명숙
- 기경옥
- 이미자
- 이선주
- 박조호
- 변종필
- 윤성혜
- 송준석
- 이상범
- 김지영
- 이상훈
- 채의진
- 이원찬
- 조현정

## 기타
- 공동제작: 주디 카우니핸
- 라인프로듀서: 버트 니담
- 미술: 해리 아머랜
- 의상: 제니 테미
- 배역: 좁 고스찰크
- 배역: 한스 켐나